# Václav Pilař
Václav Pilař (født 13. oktober 1988 i Chlumec nad Cidlinou) er en professionel fodboldspiller fra Tjekkiet der spiller som kantspiller hos Slovan Liberec, udlejet fra Viktoria Plzeň. Han har tidligere spillet i Tyskland hos Freiburg og Wolfsburg.
Han fik debut for Tjekkiets fodboldlandshold i juni 2011 og har (pr. april 2018) spillet 22 kampe for holdet.

## Karriere
Pilař blev født i Chlumec nad Cidlinou i den vestlige del af det daværende Tjekkoslovakiet. Han begyndte at spille fodbold i klubben RMSK Cidlina Nový Bydžov. I 2004 skiftede han til FC Hradec Královés ungdomsafdeling. Klubben ligger i byen Hradec Králové, som er beliggende tæt på Pilařs hjemby.
I 2006 Hradec Králové blev Václav Pilař rykket op på FC Hradec Královés førstehold, der på daværende spillede i den Tjekkiske 2. liga. I sæsonen 2009/10 scorede han 10 mål for klubben, og var dermed én af grundende til at klubben rykkede op i landets bedste liga, Gambrinus liga. I sin første sæson i Gambrinus-ligaen spillede Pilař 28 kampe og scorede tre mål.
De daværende tjekkiske mestre Viktoria Plzeň blev næste stop for Václav Pilař, da han i sæsonen 2011/12 blev udlejet til klubben. Pilař spillede i alt 12 ligakampe og scorede fem mål for klubben. Viktoria Plzeň endte på en samlet 3. plads i Gambrinus liga. I UEFA Champions League scorede han i klubbens kvalifikationskampe mod FC Pyunik, Rosenborg BK og FC København.
I november 2011 blev han tilbud en permanent kontrakt med Viktoria Plzeň, men valgte i januar 2012 at skrive kontrakt med den tyske klub VfL Wolfsburg med virkning fra 1. juli 2012. Tyskerne købte Pilař for 1 million euro af FC Hradec Králové.

### Landshold
Václav Pilař debuterede 4. juni 2011 for Tjekkiets fodboldlandshold i en venskabskamp mod Peru, hvor han fik 44 minutters spilletid. Tre dage efter fik han seks minutter mod Japan. Det første landskampsmål scorede han 11. november 2011 i en kamp mod Montenegro. I maj 2012 han af landstræner Michal Bílek blev udtaget til Europamesterskabet i fodbold, der skulle spilles i Ukraine og Polen. I Tjekkiets åbningskamp mod Rusland scorede Pilař tjekkernes enlige mål i 1-4 nederlaget. I næste kamp mod Grækenland scorede han kampens andet mål, og var med til at sikre den hurtigste 2-0 føring i EMs historie.